# Természetvédelem Új-Zélandon

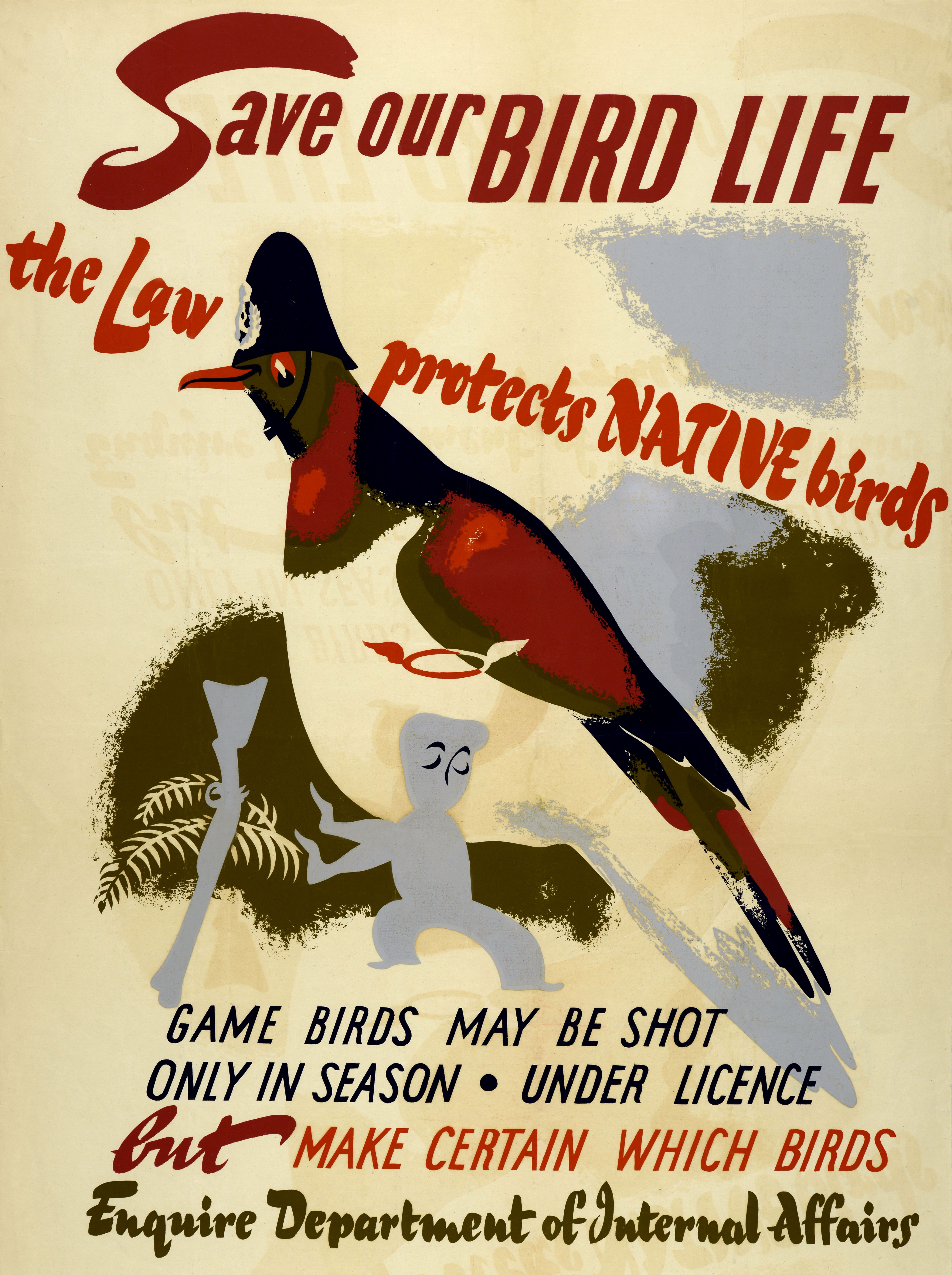
Egy 1959-es új-zélandi plakát, amelyen a belügyminisztérium figyelmezteti a bevándorlókat arra, hogy a helyi őshonos madárvilág törvényi védelem alatt áll

A természetvédelem Új-Zélandon hosszú történeti múltra tekint vissza. A szigetország különleges, egyedi élővilága már korán felkeltette a helyi társadalom érdeklődését a természeti értékek megőrzése iránt. A 21. század elején az országban több mint 10 000 természetvédelmi terület volt, területük csaknem az ország egyharmadára terjed ki, és köztük 44 tengeri természetvédelmi terület is van.

## Története
Az ország első, és egyben a világ hatodik legrégebbi nemzeti parkja a  Tongariro Nemzeti Park. Létrehívásáról egy 1894. októberi törvény döntött azután, hogy a maorik belső viták után ezt a központi szent helyüket, a Tongariro-hegy környékét felajánlották a brit gyarmati kormányzat számára annak érdekében, hogy azt védelem alá helyezzék. A kormányzat a hegy környékéhez hozzácsatolta a környező, a korábbi vulkánkitörések miatt mezőgazdasági hasznosításra alkalmatlan területeket és mintegy 25 000 hektáron természetvédelmi területet hozott lére.
A 20. század derekától egyre határozottabb törvényekkel szabályozta az új-zélandi kormányzat a természetvédelem ügyét: Wildlife Act 1953, Marine Reserves Act 1971, Reserves Act 1977, Marine Mammals Protection Act 1979, National Parks Act 1980. A természetvédelem mai rendszerének alapjait a Conservation Act 1987 fektette le. Ez alapította meg a Department of Conservation nevű kormányhivatalt, minek a 21. század első harmadában már 70 helyi kirendeltsége van a országban, élén pedig miniszter áll; 2020 novemberétől a maori felmenőkkel is rendelkező Hon Kiritapu Allan.

## Természetvédelmi területek Új-Zélandon
A 21. század elején összesen mintegy 60 különböző kategóriába sorolják a szigetországban a természetvédelmi területeket országos fontosságuk, valamint aszerint, hogy milyen mértékben engedélyezett ezeken a területeken a turisztikai, rekreációs és egyéb tevékenység. A legfontosabb kategória a nemzeti park, amelyekből 2014-ben 14 volt összesen 31 169 km² területtel, majd egyet töröltek közülük. Ezt követi a természetvédelmi park (Conservation Park), amikből 2020-ban 18 volt.  A szabályozás kissé bizonytalan, egyes hivatalos források is a „Conservation Park” fogalmába számítják a védett erdőket (Forest Park) (2020-ban 36 darab), mások ezeket külön kezelik. 2020-ban a természetvédelmi területek és a védett erdők együttesen 26 902 km² területet foglaltak magukba. A többi fokozat a helyi természeti, tudományos, látképi, történelmi értékek védelmét irányozza elő különböző szigorúsággal sok ezer kisebb-nagyobb védett területen.

## Az erdőirtás és visszafordítása

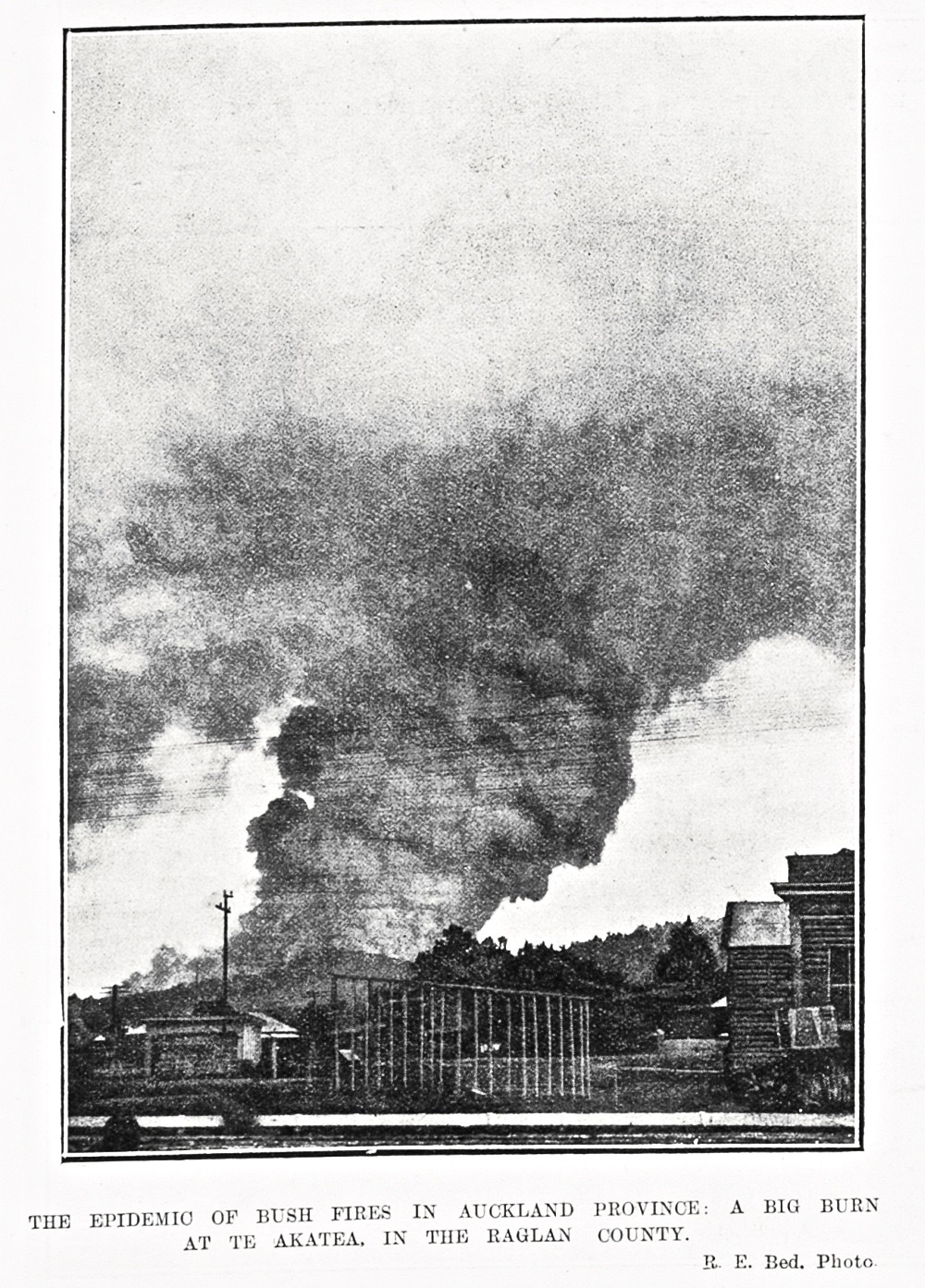
1911-es fénykép az Auckland környéki erdőégetésekről

Új-Zéland 11,9 millió hektáros mezőgazdasági területe eredetileg túlnyomórészt erdő volt. Az ország teljes területének 85%-a volt erdő az ember megérkezése előtt. Ez az arány 1840-re már a maorik, majd az első európai telepesek tevékenysége révén lecsökkent mintegy 53%-ra. Az erdőirtások üteme ezután erőteljesen felgyorsult részint a fa exportja, nagyobbrészt viszont a mezőgazdasági területek kialakítása miatt. Az állam erősen ösztönözte ezt, a telepesek azzal a feltétellel kaptak birtokokat, ha elvégzik azon az erdőirtást.
E folyamatok eredményeképpen 2005-ben az országnak már csak mintegy 29%-át, 80 000 km²-t borította erdő, és ebből csak 63 000 km² volt az őserdő, 17 000 km² pedig ültetvény. Erdőnek azokat a területeket számították, ahol a koronazáródás aránya legalább 10% volt és a növények érett állapotban várható minimális magassága legalább 5 méter.
Az 1983-ban elfogadott Forestry Rights Registration Act, az erdők tulajdonjogának regisztrációja volt az első lépés az erdőirtások megállítására. 1993-ban fogadták el a Forests Act törvényt, ami már határozottabban védte az erdőket, majd 2002-ben a Climate Change Response Act következett, ami összekapcsolta az új-zélandi erdők ügyét a klímavédelemmel. Ebben a skandináv országok mintáját követték azzal, hogy az erdőgazdálkodást az üvegházhatású gázok kibocsátása elleni küzdelem egyik legfontosabb eszközeként határozták meg, ami lehetővé teszi az ország számára a kiotói jegyzőkönyvben vállalt célok teljesítését. Új-Zéland aktívan részt vesz az erdők védelmét szolgáló nemzetközi REDD programokban és a karbonkredit tevékenységben is, mely utóbbi révén az erdőtulajdonosokat is érdekeltté lehetett tenni a környezetbarát erdőgazdálkodásban.

## Biobiztonság Új-Zélandon
A környezetvédelmi értelemben vett biobiztonság, azaz a mezőgazdaság és az őshonos fajok biodiverzitásának védelme Új-Zélandon az ország különleges élővilága miatt fontos kormányzati feladat.
1993-ban itt fogadták el a világ első biobiztonsági törvényét (Biosecurity Act 1993), amelynek fő célja a kártevők és nem kívánatos élőlények kizárása az ország területéről, illetve azok kiirtása vagy állományuk hatékony szabályozása. Ezért a tevékenységért az országban a Ministry for Primary Industries nevű minisztérium a felelős.
E tevékenység keretében a repülőtereken az érkező utasokat szigorú ellenőrzésnek vetik alá annak érdekében, hogy megakadályozzák biológiai kártevők behurcolását élelmiszerekkel vagy akár a túrabakancsaikon. Minden turistának felhívják a figyelmét, hogy használt turista-eszközeiket csak tisztán, a más helyekről származó sártól megtisztítva hozhatják be az országba, mivel például a déli kaurifenyő akár 2000 éves állományai nagyon érzékenyek a talajban esetleg megjelenő idegen mikroorganizmusokra, amelyek megbetegíthetik a fákat.
A biobiztonságért felelős kormányzati szervek rendszeresen fedeznek fel olyan behurcolt kártevőket – főleg rovarokat és mikroorganizmusokat –, amelyek a helyi mezőgazdaságra, például a kiviültetvényekre, a szarvasmarha- illetve juhtenyésztésre, valamint a sérülékeny őshonos fajokra veszélyesek. Ezek ellen gyakran költséges helyi vagy országos kampányokat kell indítani.

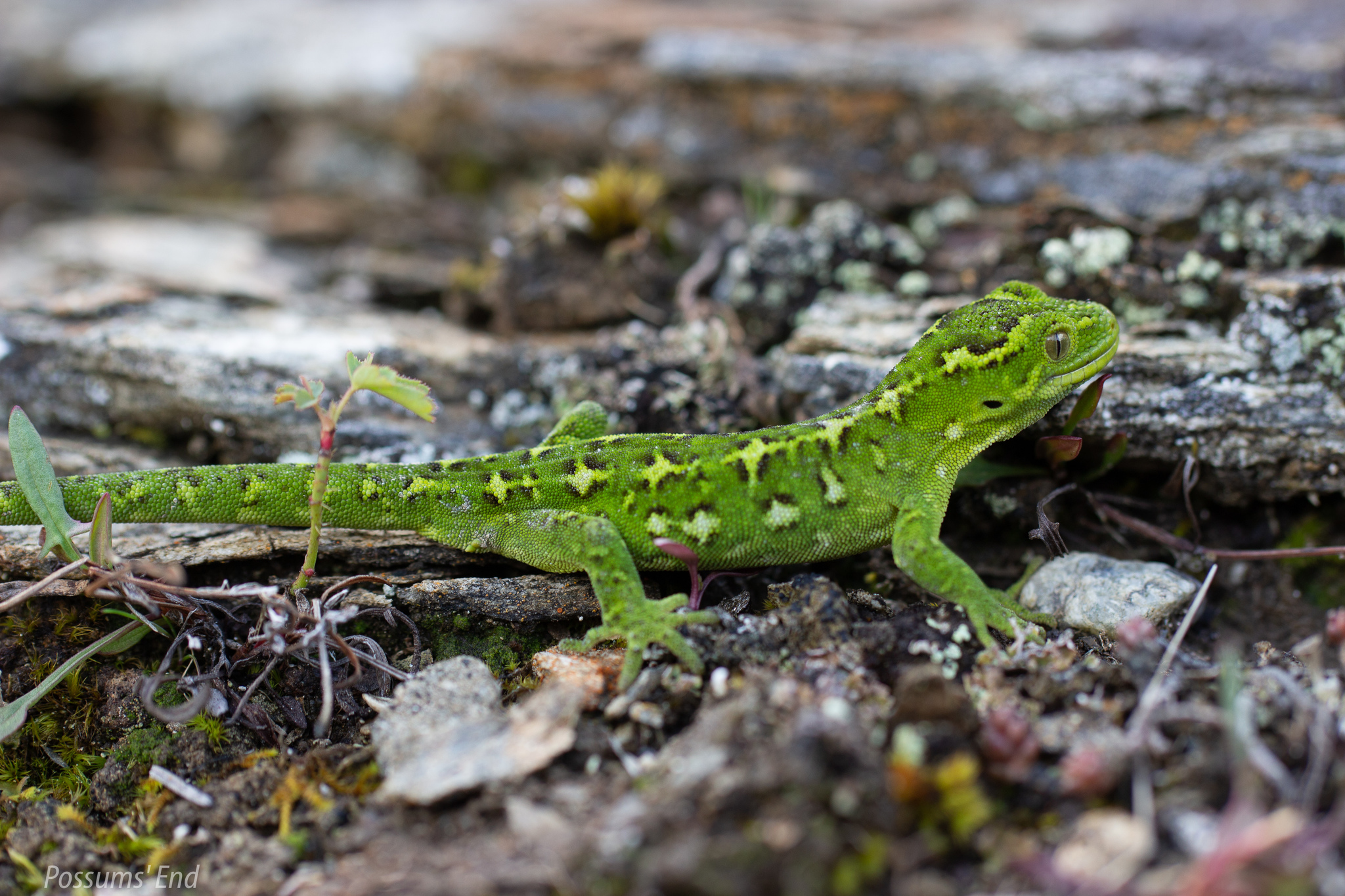
Az endemikus új-zélandi ékszer-gekkó (Naultinus gemmeus), a külföldi gyűjtők egyik „kedvence”

A biobiztonság elleni bűncselekmények különleges esete az élőlények csempészése. Új-Zéland egyedi élővilága vonzza a ritka élőlények gyűjtőit, kereskedőit, valamint az olyan megszállottakat, akik szándékosan be akarnak csempészni az országba idegen fajokat. Az ország kormányzata és igazságszolgáltatása a washingtoni egyezmény szigorú betartatása révén igyekszik elejét venni az ilyen bűncselekményeknek. A különböző élőlények csempészeire Új-Zélandon rendszeresen súlyos pénzbüntetéseket, de akár több éves börtönbüntetéseket is kiszabnak.

## Inváziós fajok
Az inváziós fajok elleni küzdelem fontos új projektje kezdődött el 2016 júliusában, amikor az új-zélandi kormány meghirdette a Predator Free 2050 elnevezésű programot, aminek jegyében 35 év alatt, 2050-ig minden behurcolt ragadozó emlőst (a legelterjedtebbek közülük a hermelin, a patkány, a közönséges rókakuzu) ki kívánnak irtani az ország területén.

### Az inváziós növények irtása
Az invazív növények elleni küzdelem jellegzetes példája Új-Zélandon a Kawarau folyó festői szurdokában végzett munka. Itt A Wakatipu Wilding Control Group nevű környezetvédelmi szervezet kormányzati támogatással, együttműködve a helyi földbirtokosokkal, önkormányzatokkal, vállalkozásokkal, hozzáfogott a környéket „megszálló” külföldi eredetű fák irtásához, azt is vállalva, hogy a nevezetes tájképet „elrontja”. A fákat méreggel permetezték be, majd hagyják őket helyben elrothadni. Ezután még hosszú ideig felügyelni kell a területet és az új hajtásokat kézzel kell elpusztítani, de bíznak abban, hogy ezen a környéken is helyreállítható az eredeti növényvilág, ami otthont ad a helyi állatfajoknak is.

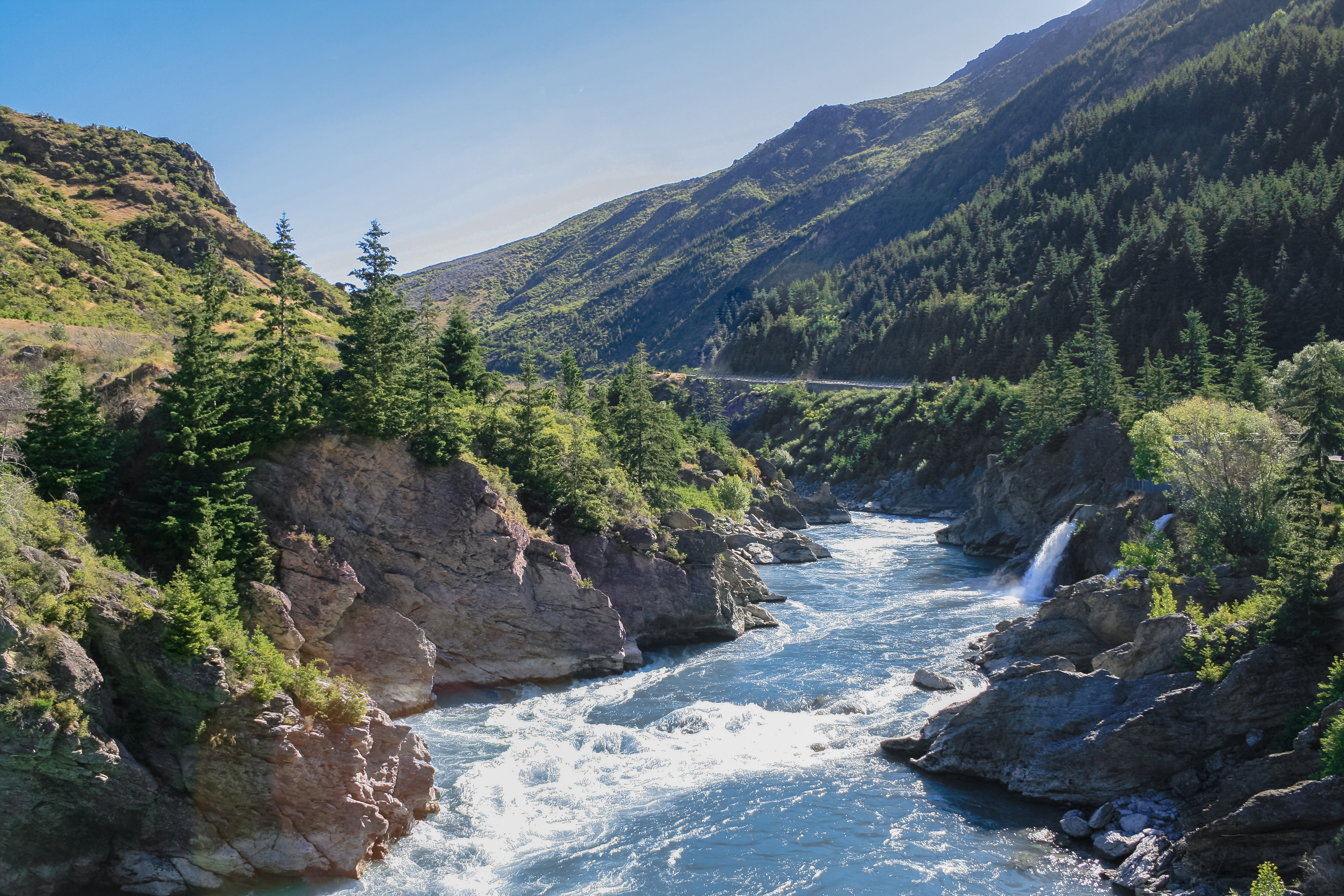
A Kawarau szurdoka 2010-ben, az irtás megkezdése előtt
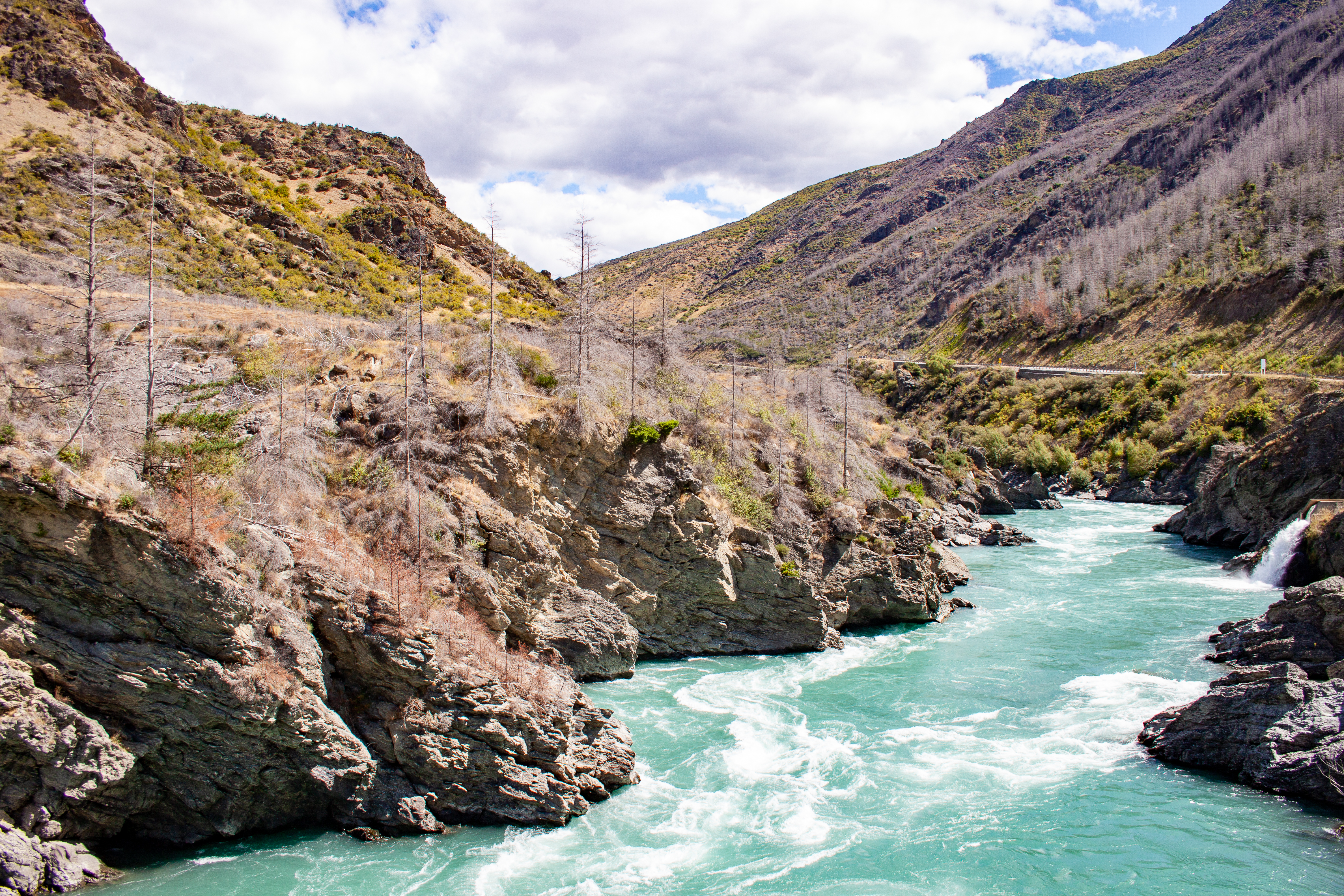
Az inváziós fafajok irtása után
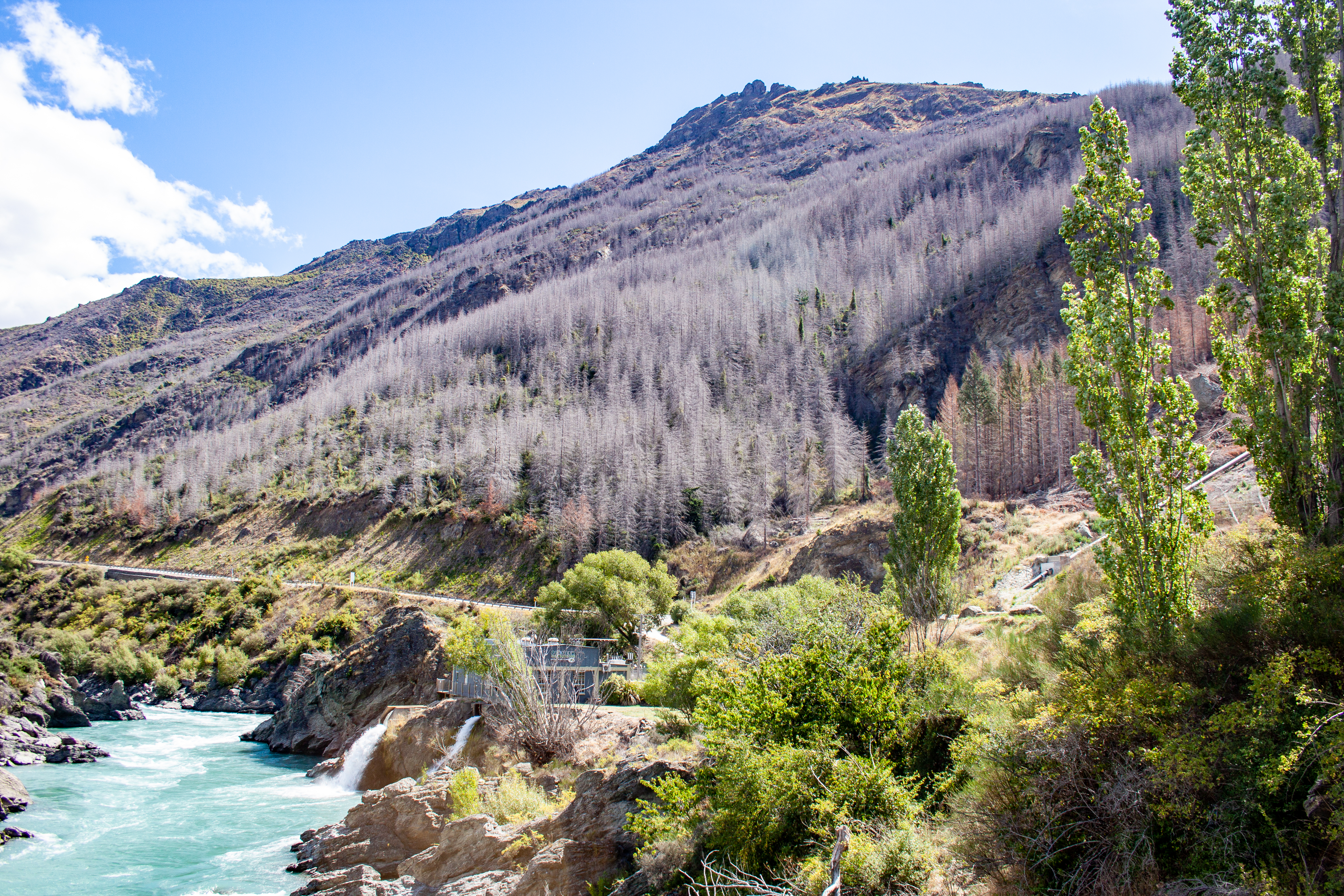
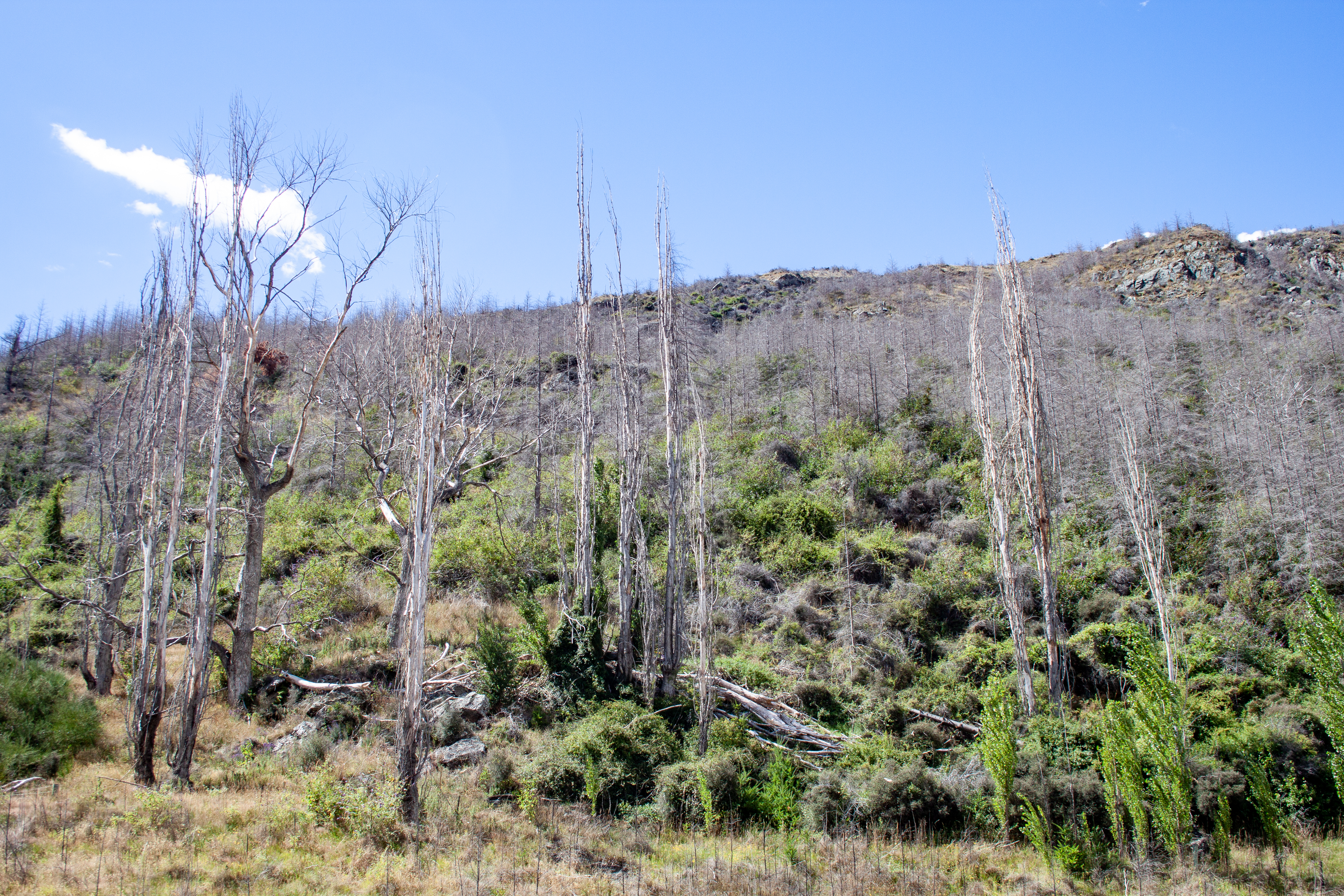

## Környezetvédelmi szerveztek és mozgalmak Új-Zélandon
Már a 19. században elkezdtek formálódni a környezetvédelmi társaságok Új-Zélandon. Az első ilyen egyesületek a környezeti látképek védelme érdekében alakultak egyes tartományokban, mint a The Taranaki Scenery Preservation Society (1891). Az egyik legnagyobb, és hosszú múltra visszatekintő, tekintélyes szervezet az 1923-ban alakult Forest & Bird, teljes nevén a Royal Forest and Bird Protection Society of New Zealand, ami 47 helyi szervezettel rendelkezik országszerte. 1971-ben alakult meg az Environment and Conservation Organisations of Aotearoa New Zealand nevű ernyőszervezet, ami ma több mint 50 kisebb környezetvédelmi csoport tevékenységét fogja össze. A Greenpeace helyi szervezete, a Greenpeace Aotearoa New Zealand 1974 óta tevékenykedik. Ő ellenük hajtotta végre a a francia titkosszolgálat elhíresült merényletét 1985-ben.

## A természetvédelem sikerei

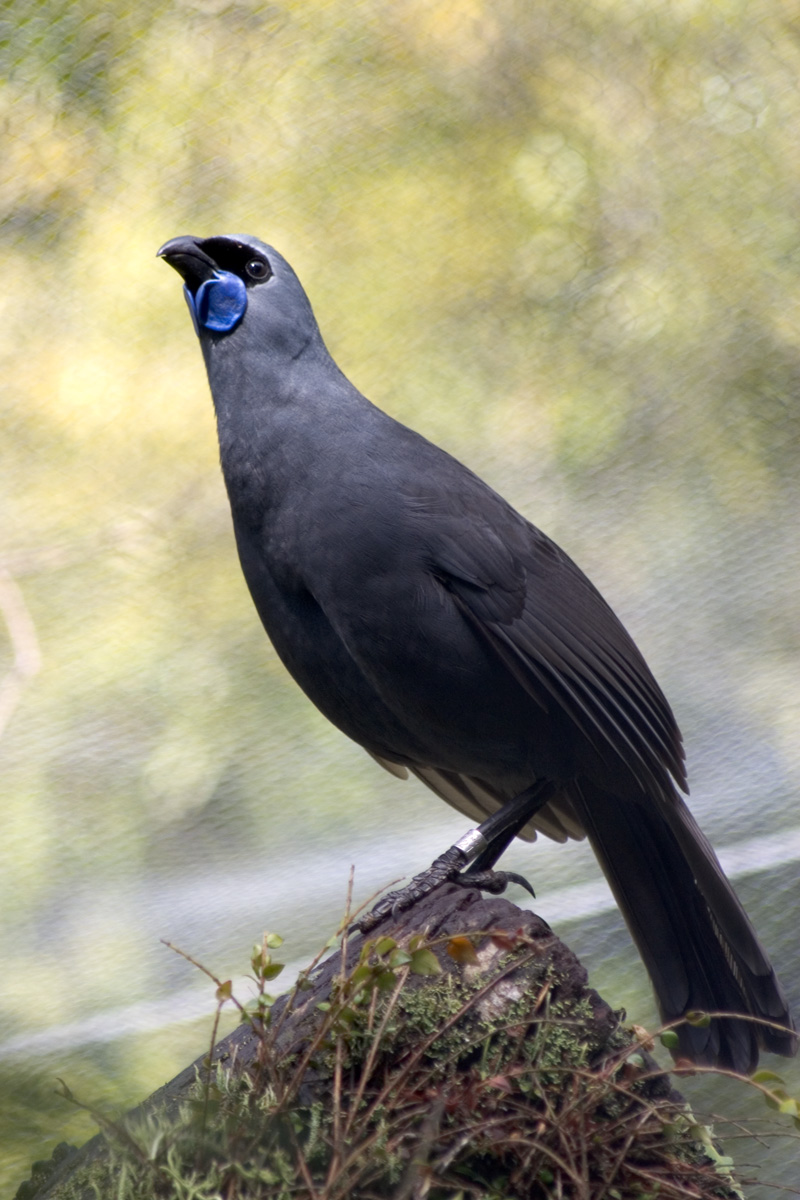
Az északi-szigeti kōkako

Az évtizedes következetes, kitartó természetvédelmi munka már jelentős sikereket hozott Új-Zélandon. Számos fajt, főleg ritka madarakat, sikerült visszahozni a kihalás széléről. A sokféle módszer egyike, hogy a szárazföldről, ahol egyelőre lehetetlen a behurcolt kisragadozók (patkány, macska, hermelin és mások) teljes kipusztítása, ezeket a madarakat olyan környező kis szigetekre telepítették, ahová a ragadozók nem jutottak el vagy sikeresen kiirtották őket onnan.
Az egyik ilyen emblematikus siker a fekete cinegelégykapó megmentése a kihalástól a Chatham-szigeteken, bár a megmaradt állomány egyetlen, Old Blue-nak elnevezett tojótól származik, ezért genetikai variabilitása csekély.
Hasonló sikereket értek el a North Island saddleback, és a South Island saddleback nevű endemikus madárfajok megóvásában. A brown teal (Anas chlorotis) nevű faj megmentési programjának keretében sikerült javítani helyzetét a kihalással fenyegetett fajok vörös listáján. The North Island kōkako állománya a körülbelül 350 párról 1600 párra emelkedett az Északi-szigeten, 23 különböző élőhelyen.

## Fordítás
- Ez a szócikk részben vagy egészben  a   Naturschutz in Neuseeland című német Wikipédia-szócikk ezen változatának fordításán alapul.  Az eredeti cikk szerkesztőit annak laptörténete sorolja fel. Ez a jelzés csupán a megfogalmazás eredetét és a szerzői jogokat jelzi, nem szolgál a cikkben szereplő információk forrásmegjelöléseként.
- Ez a szócikk részben vagy egészben  a   Conservation in New Zealand című angol Wikipédia-szócikk ezen változatának fordításán alapul.  Az eredeti cikk szerkesztőit annak laptörténete sorolja fel. Ez a jelzés csupán a megfogalmazás eredetét és a szerzői jogokat jelzi, nem szolgál a cikkben szereplő információk forrásmegjelöléseként.